# Allapur
Allapur es un pueblo y nagar Panchayat situado en el distrito de Badaun en el estado de Uttar Pradesh (India). Su población es de 23985 habitantes (2011). 

## Demografía
Según el  censo de 2001 la población de Allapur era de 20725 habitantes, de los cuales el 53% eran hombres y el 47% eran mujeres. Allapur tiene una tasa media de alfabetización del 35%, inferior a la media nacional del 59,5%: la alfabetización masculina es del 67%, y la alfabetización femenina del 33%.